# الرأس الأخضر في الألعاب الأولمبية الصيفية 2012
الرأس الأخضر في الألعاب الأولمبية الصيفية 2012 من المقرر أن تدخل الرأس الأخضر للمنافسة في دورة ألعاب أولمبية صيفية 2012، لندن المملكة المتحدة، في الفترة من 27 يوليو - 12 أغسطس 2012. وستشارك ب رياضي في رياضة واحدة وهي الجدو .